# 2,4-diclorofenolo 6-monoossigenasi
La 2,4-diclorofenolo 6-monoossigenasi è un enzima appartenente alla classe delle ossidoreduttasi, che catalizza la seguente reazione:
2,4-diclorofenolo + NADPH + H+ + O2 ⇄ 3,5-diclorocatecolo + NADP+ + H2O
L'enzima è una flavoproteina (FAD). Agisce anche, più lentamente, sul 4-clorofenolo e sul 4-cloro-2-metilfenolo; il NADH può essere utilizzato al posto del NADPH, ma la reazione è più lenta.